# Rock The Nation
Kiss Rock The Nation! är ett livealbum av hårdrocksgruppen Kiss, utgivet 2004. Albumet består av två cd-skivor som var och en innehåller en inspelning av hela konserten från turnén Kiss Rocks the Nation Tour.
Albumet spelades in och distribueras via Concert Live. Det finns en begränsad upplaga på 1 500 exemplar för varje inspelad konsert. Detta är första gången Kiss göra detta. Första cd:n spelades in på premiären av turnén i Texas 10 juni 2004.

## Låtförteckning
CD 1
1. Love Gun
2. Deuce
3. Paul pratar med publiken
4. Makin' Love
5. Calling Dr. Love
6. C'mon And Love Me
7. Cold Gin
8. Got To Choose
9. War Machine
10. Lick it up
11. Parasite
12. She
13. I Want You

CD 2
1. I Love it Loud
2. 100,000 Years
3. Unholy
4. Shout It Out Loud
5. I Was Made For Loving You
6. Detroit Rock City
7. Paul pratar med publiken
8. God Gave Rock & Roll to You II
9. Rock and Roll All Nite